# Michèle Allard
Michèle Allard é uma ex-patinadora artística francesa. Ela foi bicampeã francesa no individual feminino, e com Alain Giletti, foi campeã francesa nas duplas.

## Principais resultados

### Individual feminino
| Resultados         | Resultados      | Resultados      | Resultados    | Resultados    | Resultados    | Resultados    | Resultados    | Resultados    | Resultados    | Resultados    | Resultados    | Resultados    |
| Internacional      | Internacional   | Internacional   | Internacional | Internacional | Internacional | Internacional | Internacional | Internacional | Internacional | Internacional | Internacional | Internacional |
| Evento/Temporada   | 1954– 1955      | 1955– 1956      |               |               |               |               |               |               |               |               |               |               |
| ------------------ | --------------- | --------------- | ------------- | ------------- | ------------- | ------------- | ------------- | ------------- | ------------- | ------------- | ------------- | ------------- |
| Campeonato Europeu | 12.ª            | 21.ª            |               |               |               |               |               |               |               |               |               |               |
| Nacional           |                 |                 |               |               |               |               |               |               |               |               |               |               |
| Campeonato Francês | Medalha de ouro | Medalha de ouro |               |               |               |               |               |               |               |               |               |               |

### Duplas com Alain Giletti
| Campeonato Francês | Medalha de ouro |